# Comes

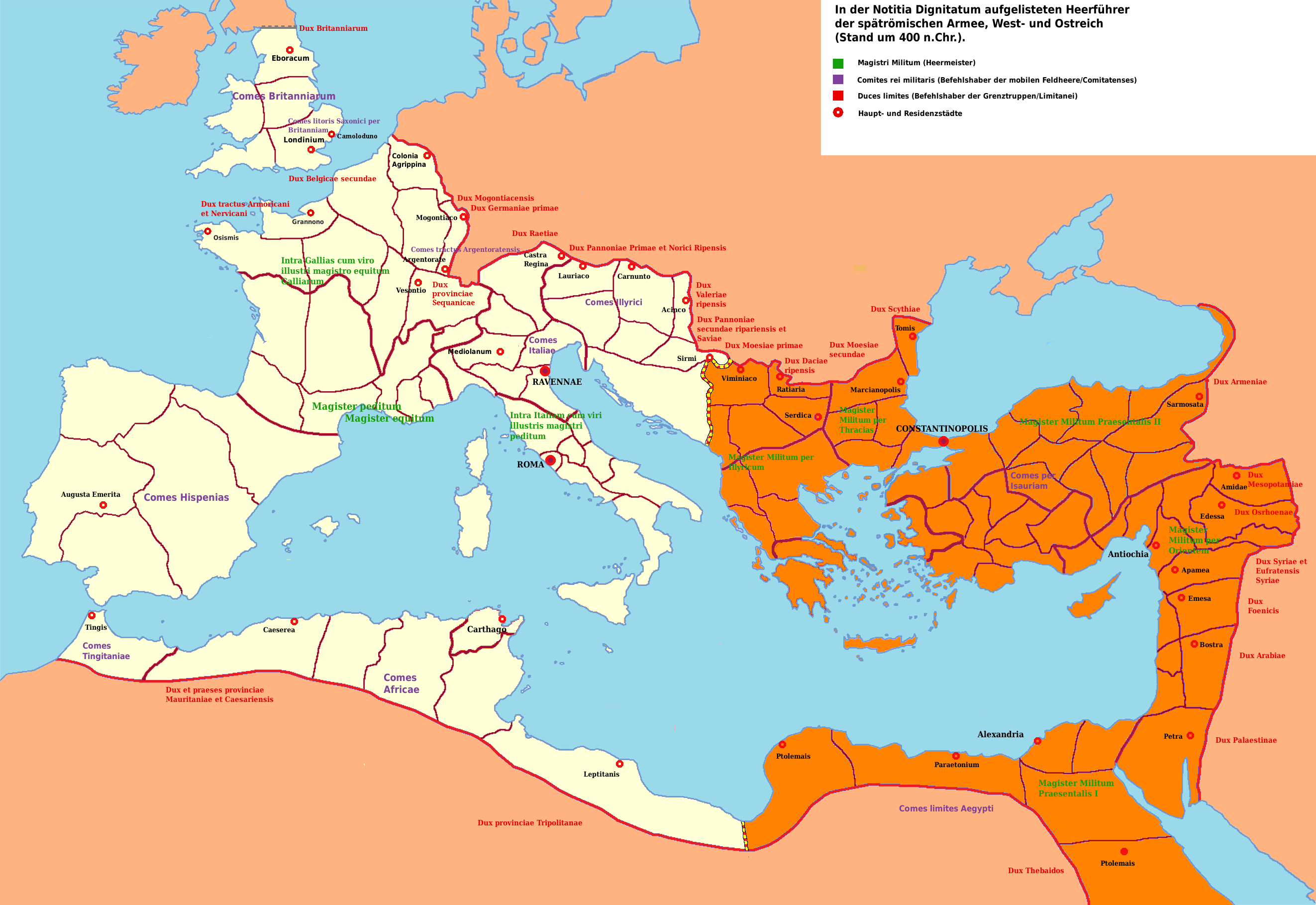
Heerführer der Comitatenses und Limitanei im 5. Jahrhundert n. Chr.

Comes, Plural Comites (lateinisch für „Begleiter“, „Gefährte“, „Gefolge“, von cum „mit“ und ire „gehen“) ist im Ursprung ein römischer Amtstitel, der im Laufe der Zeit mehrere Bedeutungen hatte, sowohl im zivilen Bereich für Statthalter und Mitglieder des kaiserlichen Rats als auch für Militärs. 
In mittellateinischen Quellen entspricht comes meist dem deutschen Wort Graf.

## Ursprung
Seit dem frühen Prinzipat wurden die engsten Freunde des Imperators als comes bezeichnet (comites principis). Kaiser Hadrian ernannte u. a. auch Senatoren als Begleiter für diverse Dienstreisen, um ihn bei den alltäglichen Regierungsgeschäften zu unterstützen. Diese Männer wurden bald zu einer Art Kronrat, und Hadrians Nachfolger betrauten die comites mit der Administration von Justiz- und Finanzwesen oder setzten sie in die höheren Kommandostellen beim Militär ein.

## Entwicklung
Der comes entwickelte sich im 3. und 4. Jahrhundert von einem reinen Ehrentitel zu einem der höchsten Offiziers- (Befehlshaber der Comitatenses, also der Feldarmee) und Administratorentitel des spätrömischen Reiches. In der Spätantike bezeichnet comes dabei in der Regel die höchste Rangklasse des Hofes (comitatus), nämlich Personen mit tatsächlichem Zugang zum Kaiser, während im Militär vor allem regionale Kommandeure den comes-Titel trugen, die comites rei militares. Diese waren den duces übergeordnet, die in der Regel die Grenztruppen (limitanei) befehligten; sie selbst unterstanden wiederum einem magister militum.
Beispiele für römische comites sind:
- Comes domesticorum und Comes excubitorum für die Kommandanten der kaiserlichen Garden
- Comes rerum privatarum für den Verwalter des kaiserlichen Privatvermögens
- Comes sacrarum largitionum für den Verwalter des kaiserlichen Finanzwesens

In der Zivilverwaltung der ausgehenden Spätantike war der comes civitatis der Spitzenbeamte auf städtischer Ebene. Das städtische Comitat entstand zuerst in Gallien, in den germanisch-romanischen Reichen der Völkerwanderung war dieses Amt weit verbreitet, dort teils verbunden mit militärischen Aufgaben.

## Nachfolger
In Ostrom verschwand der comes im 7. Jahrhundert. In den germanischen Nachfolgestaaten Westroms und darüber hinaus im Mittelalter taucht der Titel in verschiedenen Variationen auf. Die häufigste ist anfangs der comes als Vertreter der Königsmacht in den Verwaltungsbezirken entsprechend der karolingischen Gauverfassung (siehe: Gau), aus dem sich der comes als erblicher Besitzer dieses Bezirks entwickelte.
Während sich in der deutschen Sprache für den Titel die Bezeichnung Graf durchsetzte (und in anderen germanischen Sprachen ähnliches), wurde in den von der lateinischen Sprache geprägten Ländern der Begriff sprachlich weiterentwickelt:
- Comte (Graf) und Comté (Grafschaft) im Französischen
- Count (Graf) und County (Grafschaft) im Englischen, wobei der Titel für „ausländische“ Grafen vorgesehen ist, während die „inländischen“ Earl genannt werden, County hingegen sowohl in- als auch ausländische Grafschaften bezeichnet (die Bezeichnung Shire stammt aus dem Angelsächsischen und hat sich nur noch in den Namen selbst erhalten)
- Conde (Graf) und Condado (Grafschaft) im Portugiesischen
- Conde (Graf) und Condado (Grafschaft) im Spanischen
- Conte (Graf) und Contea (Grafschaft) im Italienischen

Neben dem comes als regionalem Vertreter gab es den comes als Hofamt, zum Beispiel den
- Comes stabuli für den Stallmeister, aus dem sich die Begriffe Connétable (zum Beispiel Connétable von Frankreich als höchster Anführer der französischen Armee) und Konstabler entwickelten.
- Comes palatii (bzw. Comes palatinus) für den Verwalter der (kaiserlichen) Pfalzen und Vertreter des Herzogs, woraus in der deutschen Übersetzung der Pfalzgraf wurde.

Lokaler Vertreter des comes wiederum war der vicecomes (Vizegraf), aus dem sich in Frankreich der Vicomte, in Großbritannien der Viscount und in Italien der Visconte entwickelte, daraus der Familienname der Visconti.
Als mittellateinische Übersetzung für das ungarische megye oder das slawische župan tritt der Begriff vom 10. bis zum 13. Jahrhundert auf. Sowohl der Komitatsgraf und später der Obergespan als auch die Oberhäupter von Adelsgeschlechtern oder anderen Gruppen (z. B. der Gespan der Petschenegen) wurden als comes bezeichnet.